# Liste der Biografien/Anr
Liste der Biografien |
Portal Biografien |
Personensuche
# |
A |
B |
C |
D |
E |
F |
G |
H |
I |
J |
K |
L |
M |
N |
O |
P |
Q |
R |
S |
T |
U |
V |
W |
X |
Y |
Z |
?
 
Aa |
Ab |
Ac |
Ad |
Ae |
Af |
Ag |
Ah |
Ai |
Aj |
Ak |
Al |
Am |
An |
Ao |
Ap |
Aq |
Ar |
As |
At |
Au |
Av |
Aw |
Ax |
Ay |
Az
 
Ana–Anc |
And |
Ane |
Anf |
Ang |
Anh |
Ani |
Anj |
Ank |
Anl |
Anm |
Ann |
Ano |
Anp |
Anq |
Anr |
Ans |
Ant–Anz
Die Liste der Biografien führt alle Personen auf, die in der deutschsprachigen Wikipedia einen Artikel haben. Dieses ist eine Teilliste mit 26 Einträgen von Personen, deren Namen mit den Buchstaben „Anr“ beginnt.

## Anr

### Anra
- Anraat, Frans van (* 1942), niederländischer Unternehmer und Kriegsverbrecher
- Anraku, Kanemichi (1851–1932), japanischer Polizist, Gouverneur, Unternehmer und Politiker
- Anraku, Kenta (* 1992), japanischer Fußballspieler
- Anraku, Sorato (* 2006), japanischer SportklettererSorato Anraku (* 2006)

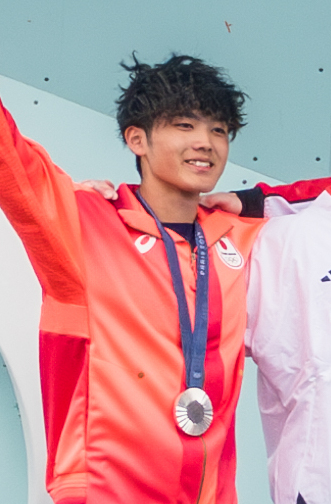
Sorato Anraku (* 2006)

- Anrango, Alberto (* 1947), ecuadorianischer Politiker
- Anrather, Karl (1861–1893), Südtiroler Maler
- Anraths, Wolfgang (1942–1990), deutscher Schauspieler, Regisseur und Theaterleiter

### Anre
- Anreiter, Alois von (1803–1882), österreichischer Miniaturmaler
- Anreiter, Peter (* 1954), österreichischer Linguist und Hochschullehrer
- Anreith, Anton (1754–1822), deutsch-südafrikanischer Bildhauer
- Anreith, Georg (1751–1823), deutscher Baumeister
- Anrep, Boris (1883–1969), russischer Mosaizist
- Anrep, Gabriel (1821–1907), schwedischer Genealoge und Begründer der modernen Adelsforschung in Schweden
- Anrep, Reinhold († 1602), estländischer Landrat und schwedischer Feldmarschall
- Anrep, Reinhold von (1760–1807), russischer Generalleutnant
- Anrep-Elmpt, Joseph Karl (1796–1860), kaiserlich russischer Generaladjutant
- Anrep-Elmpt, Reinhold von (1834–1888), deutsch-baltischer Offizier (Russland) und Forschungsreisender

### Anri
- Anri (* 1961), japanische Popsängerin und Songschreiberin
- Anrich, Ernst (1906–2001), deutscher Historiker und Nationalsozialist
- Anrich, Gerold (1942–2013), deutscher Verleger, Schriftsteller und Übersetzer
- Anrich, Gustav Adolf (1867–1930), deutscher evangelischer Theologe
- Anrig, Daniel (* 1972), Schweizer Verwaltungsbeamter, Kommandant der Schweizergarde
- Anrimusthi, Dheva (* 1998), indonesischer Badmintonspieler
- Anrin, Christopher (* 1980), schwedischer Basketballspieler

### Anro
- Anrooij, Shirin van (* 2002), niederländische Radrennfahrerin
- Anrooy, Peter van (1879–1954), niederländischer Komponist und Dirigent